# Autorretrato con chaleco verde
Autorretrato con chaleco verde (en francés, Autoportrait au gilet vert) es el nombre con el que se conoce el autorretrato más célebre del romántico francés Eugène Delacroix, pintado en 1837 y que se encuentra desde 1872 en el museo del Louvre, en París.

## Tema
Delacroix pasó su vida cuidando la imagen que daba de sí mismo, que aspiraba a que fuera una imagen ideal que él mismo se había forjado. Por ejemplo, dio numerosas recomendaciones a los artistas que lo quisieron pintar, aceptó posar para fotógrafos solo tras superar muchas reticencias y estipuló en su testamento que sus rasgos no pudieran ser reproducidos después de su muerte "ni por moldeado, ni en dibujo, ni en fotografía", aunque estas últimas voluntades no fueron respetadas.

## Descripción
El cuadro presenta un retrato del mismo autor mostrando cabeza y busto en giro de tres cuartos, mirando hacia la izquierda. Está vestido con camisa blanca, chaleco verde y chaqueta negra, posiblemente con cuello de terciopelo. El verde del chaleco, que destaca entre los tonos marrones del resto del cuadro, y el hecho de que no lo lleve en otros autorretratos suyos dieron lugar a que este se acabara conociendo como el del chaleco verde. La figura está ligeramente descentrada a la derecha, siendo el espacio hacia el que mira (el de la derecha), más claro, luminoso y ancho. El personaje, como también ocurre en la mayoría de sus otros autorretratos, desprende una cierta elegancia distante.

## Estilo
Esta pintura, al contrario de lo que ocurre en otras suyas (no autorretratos), es más bien contenida en su expresividad. Para algunos críticos, esto respondería a la voluntad del artista de dejar para la posteridad la imagen idealizada de él mismo que con mucha disciplina estaba intentando construir, y en la cual se escondería una "sensibilidad exacerbada" bajo una máscara de impasibilidad, que algunos interpretan como un orgullo enfermizo. Aun así, la imagen no es del todo estática, puesto que parece que se esté girando hacia el espectador; ni absolutamente inexpresiva, pues los ojos se dirigen al espectador de una manera que algunos interpretan como inquisidora u orgullosa, como desafiando a quien lo está observando. Los colores son ocres, marrones y negros, con manchas de color blanco (rostro, muy claro, y camisa) y verde esmeralda (chaleco). Son los colores utilizados por el autor en otros cuadros para representar la oscuridad y la naturaleza salvaje. El rostro está más detallado e iluminado que el resto del cuerpo, lo que constituye su técnica típica para atraer la atención sobre el punto deseado.
El pintor posa para el cuadro de manera segura y sin la teatralidad mostrada, por ejemplo, en su juventud y antes de hacerse célebre, en el Autorretrato como Ravenswood o como Hamlet, muy diferente a este, en el que se caracteriza como un personaje novelesco de Walter Scott, utiliza tonos negros, tenebrosos y misteriosos, muy del gusto romántico, y muestra un rostro atormentado. En comparación, el autorretrato con chaleco verde muestra un Delacroix más maduro.